# Cholonge
Cholonge là một xã thuộc tỉnh Isère, vùng Rhône-Alpes đông nam nước Pháp. Xã này nằm ở khu vực có độ cao từ 905-2140 mét trên mực nước biển. Theo điều tra dân số năm 1999 của INSEE có dân số 229 người.